# سجن المزة
سجن المزّة أو سجن المزة العسكري هو أحد السجون السورية المغلقة، كان يوجد على قمة إحدى الهضاب الُمطلة على مدينة دمشق قرب المزة. أقيم هذا السّجنُ في عهد الاستعمار الفرنسي وكان يتكون من طابقين في كل واحد منهما أربع زنزانات، ثم أضيفت إليه فيما بعد أجزاء أخرى من بينها زنزانات انفرادية. أُهملّ فترة من الزمن ثم خُصص بعد الاستقلال للسجناء العسكريين قبل أن يحوله حسني الزعيم سنة 1949 إلى معتقل سياسي حيثُ دخله المعارضون السياسيون من جميع التوجهات السياسية ومن العسكريين. ومن أشهر من دخله الرؤساء السابقون شكري القوتلي وأمين الحافظ ونور الدين الأتاسي وصلاح جديد وغيرهم من السياسيين؛ كما دخله حافظ الأسد في عهد الانفصال. أُغلق السجن يوم 13 سبتمبر/أيلول 2000.
‌

## التاريخ
اشتهرَ هذا السّجن في وقتٍ قصير حيث ضمّ داخل جدرانه مجرمين وسُجناء سياسيين على حدّ سواء. ذاع صيت السجن وتداعت معه سمعته السيئة لدرجة أن بعض المعارضين اعتبروه تجسيدًا لقمعِ الحكومة السورية لشعبها. شهدَ السّجن انتهاكات على نطاق واسع بما في ذلك تعذيب والحِرمان من كل الحقوق خاصّة خلالَ حكم الرئيس السابق حافظ الأسد (1970-2000).
يعود السجن إلى زمن الحملات الصليبية؛ حيثُ قامت الدولة الفرنسية ببناءه واستخدمته لسجن معارضي الاستعمار والسجناء السياسيين أيضًا. ومع ذلك؛ فإن الأهمية المركزية للسجن وتأثيره على الحياة السياسية لم يظهر إلا في عام 1949 وذلك بعد أول انقلاب لللزعيم حسني الزعيم الذي سُجِنَ فيه هو الآخر. تمَ إغلاق السّجن بناء على أوامِرَ من الرئيس السوري بشار الأسد في أيلول/سبتمبر 2000؛ حيثُ أُفرج حينها على حوالي 600 سجين..